# Ernst Honig
Ernst Honig (* 12. Februar 1861 in Göttingen; † 5. März 1930 ebenda) war ein deutscher Bäckermeister, Mundartschriftsteller, Lokalhistoriker und Zeichner.

## Leben und Wirken
Honig war der Sohn des Bäckermeisters Heinrich Honig und dessen Frau Johanne Friedrike Auguste, geb. Ubrig. Er war sich früh seines künstlerischen Talents bewusst, musste jedoch auf Druck des Vaters nach dem Gymnasium ab 1880 zunächst eine Bäckerlehre absolvieren. Bis 1884 war Honig auf Wanderschaft, bevor er 1884 die Meisterprüfung ablegte. In seiner Freizeit nahm er Malunterricht. Er schuf unter anderem Aquarelle und Bleistiftzeichnungen.
1884 eröffnete er seine eigene Bäckerei und war in den folgenden Jahren auch in der Handwerksvertretung aktiv. Außerdem war Honig ab 1894 27 Jahre lang Bürgervorsteher in Göttingen. Als Kommunalpolitiker engagierte er sich besonders für die Interessen des Handwerks und für das 1898 gegründete Städtische Museum. Ab 1895 war Honig langjähriger Obermeister und ab 1922 Ehrenobermeister der Bäckerinnung.

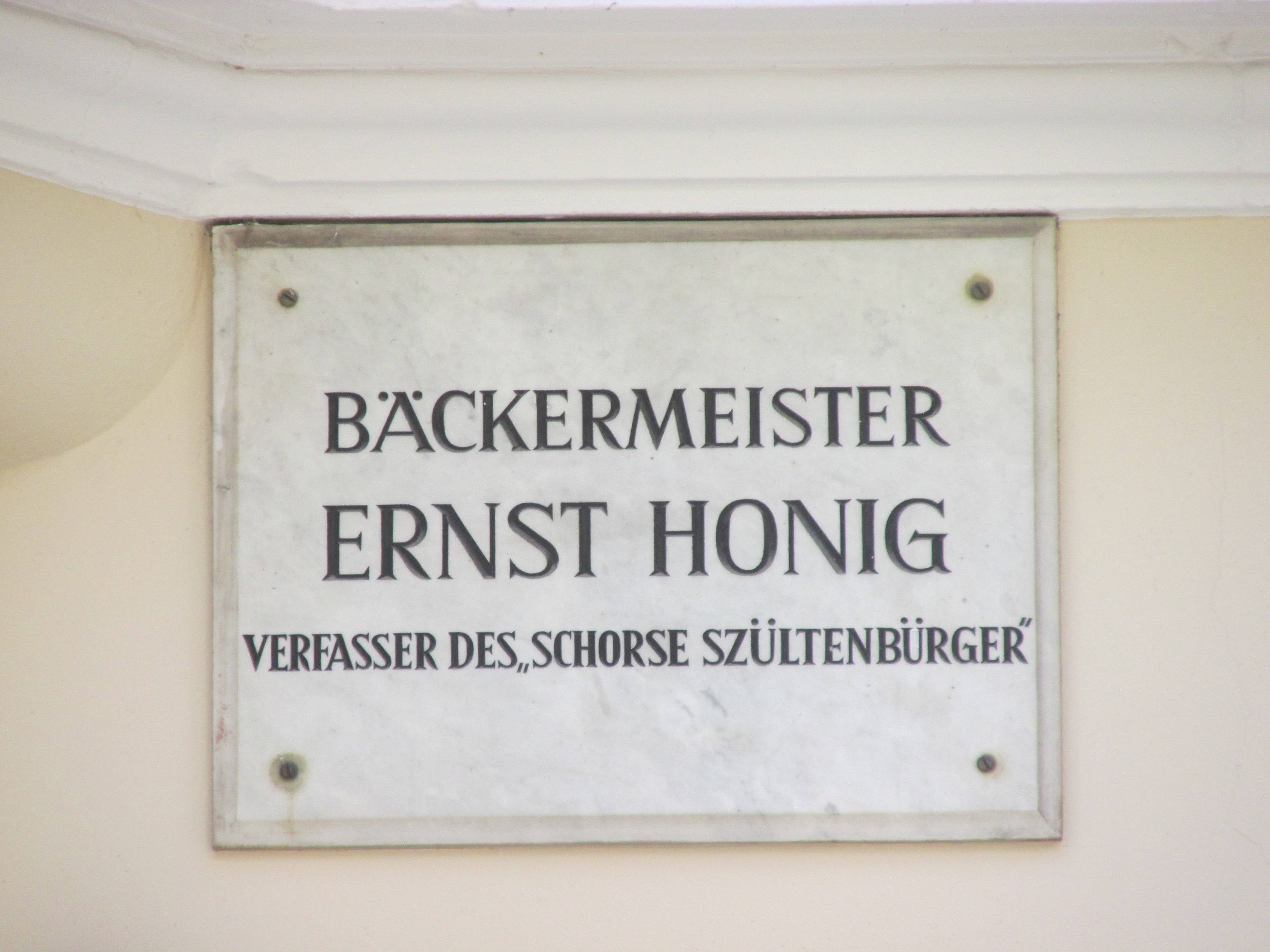
Göttinger Gedenktafel am „Honigschen Haus“, Theaterstraße 23 in Göttingen

Nebenbei war Honig als Mundartschriftsteller tätig, durch diese Tätigkeit ist er bis heute hauptsächlich bekannt. Er schuf die Figur des Schorse Szültenbürger, der als „behäbiger Göttinger Spießbürger“ in Auseinandersetzungen mit Professoren und Studenten gerät. Die humorvollen Erzählungen sind in Göttinger („Chöttinger“) Mundart verfasst. Im Klappentext der von Honig 1953 posthum herausgegebenen „Vergnügten Geschichten“ des Schorse Szültenbürger stellte der Verlag die rhetorische Frage: „Will man wissen, wie Ernst Honig zu all den Geschichten gekommen ist, müßte man mit Martin Luther sprechen: er hat nichts weiter getan, als den Chöttingern aufs ‚Maul‘ geschaut und sich in stillen Stunden hingesetzt und das Gehörte und Gesehene ganz reizend eingefangen.“ Außerdem schrieb Honig historische und anekdotische Betrachtungen zur Geschichte der Stadt Göttingen und zeichnete fiktive historische Stadtansichten. Als seine bedeutendste Arbeit bezeichnete das Göttinger Künstlerlexikon (2022) den 1924 herausgegebenen „Göttinger Stadtplan von 1600“, eine auf archivalischen Studien basierende Rekonstruktion des historischen Stadtbildes, an dem Ernst Honig 25 Jahre arbeitete.
1897 ließ Honig das stattliche Wohn- und Geschäftshaus Theaterstraße 23 (Ecke Jüdenstraße) in der Göttinger Innenstadt erbauen, in dem er 30 Jahre auch selbst wohnte. An der Fassade befinden sich in den Bogenschlusssteinen neun von Otto Eichler in Stein gehauene Karikaturen von Göttinger Originalen.
Ernst Honig heiratete 1885 Lina Honig, geb. Bredow (1860–1938) und hatte vier Kinder. Er starb 1930 nach drei Jahre andauernder schwerer Krankheit und wurde auf dem Stadtfriedhof von Göttingen beigesetzt.

## Ehrungen
1960 wurde am „Honigschen Haus“ (Theaterstraße 23) auf Anregung der Bäckerinnung eine Göttinger Gedenktafel für Ernst Honig angebracht und 1961 zu Honigs 100. Geburtstag ein Abschnitt des Stadtwalls als Ernst-Honig-Wall nach ihm benannt. Seit 1991 vergibt die Göttinger Bäcker-Innung einen Ernst-Honig-Preis.

## Schriften (Auswahl)
- Die Kriegstage von 1866 in Göttingen. In: Göttinger Blätter für Geschichte und Heimaitkunde in Südhannover, Jg. 1916, 3. und 4. Stück, S. 46–50.
- Aus dem alten Göttingen: humoristische Erzählungen in Göttinger Mundart: Messingsch und Platt. 2 Bände, Kronbauer, Göttingen 1917.
- Lustige Geschichten aus dem Bäckerhause: Erlebtes und Erzähltes aus älterer und neuer Zeit. Bäckerzeitung, Hannover 1924.
- Chronik der Bäckergilde Göttingen: im Auftrage der Bäcker-Innung und der Bäcker-Einkaufsgenossenschaft Göttingen. Verlag der Bäcker-Innung, Göttingen 1926.
- Schorse Szültenbürger. Vergnügte Geschichten aus dem alten Göttingen in Göttinger Mundart. Messingsch und Platt. Vandenhoeck & Ruprecht, Göttingen 1953.